# Servitizzazione
La servitizzazione è il passaggio dalla vendita di un prodotto alla fornitura di servizi con l’obiettivo di creare maggior valore per il cliente.
Si tratta di un processo attraverso il quale si ottiene un nuovo modello di business che ha come risultato una nuova value proposition data dalla combinazione di un sistema prodotto-servizio.

## Il concetto
Servitizzazione è la versione italiana del termine inglese “servitization” che nasce dalla fusione di due parole, “service” (servizio) e “ization” (attuazione dello stesso). Garzanti lo definisce come il “processo per cui un prodotto non viene più proposto o venduto da solo, ma erogato in combinazione con un servizio” .
Il termine servitizzazione è stato introdotto per la prima volta nel 1988 dagli autori Sandra Vandermerwe e Juan Rada nell’articolo “Servitization of Business: Adding Value by Adding Services” su European Management Journal  per sottolineare il trend di quel periodo da parte delle aziende ad ampliare e diversificare la propria offerta “core” attraverso i servizi in modo da distinguersi dai concorrenti ed aumentare la competitività.
Il predominio del servizio e la diretta trasformazione dei modelli di business non è, quindi, un fenomeno nuovo. Negli anni la servitizzazione ha ricevuto ampia attenzione dal mondo industriale e da quello accademico che ha favorito il proliferare di diverse interpretazioni e sfumature in materia.
Per citare solo alcune delle innumerevoli definizioni si potrebbero annoverare quelle di Robinson et al. (2002) è “un pacchetto integrato di prodotti e di servizi”, quelle di Lewis et al. (2004) è “una strategia che cerca di cambiare il modo in cui la funzionalità di un prodotto è fornita sul mercato”, per arrivare a Baines (2009) che fornisce una definizione più completa “l’innovazione delle capacità di un’organizzazione e dei suoi processi per creare valore aggiunto attraverso lo spostamento dalla vendita di prodotti alla vendita di una combinazione integrata di prodotti e servizi”.
Uno dei primi esempi di servitizzazione risale agli anni '70 quando la Bristol Siddeley Engines, acquisita successivamente da Rolls-Royce, sviluppò il modello di business pay-by-flying-hour cioè basato sulle ore di utilizzo e non più sulla vendita del prodotto.
A livello mondiale esistono numerosi casi di aziende che hanno intrapreso con successo strategie di servitizzazione, come General Electric, Xerox, Goodyear, Philips e Caterpillar. Per queste organizzazioni la componente “servizio” ha costituito un elemento fondamentale per continuare ad imporsi sul mercato differenziandosi dalla concorrenza.

## I livelli di servitizzazione
Secondo la ricerca ci sono tre livelli principali di servitizzazione :
1. Servizi di base a completamento dell’offerta di prodotto
2. Servizi intermedi esterni, come l’attività di riparazione, monitoraggio delle condizioni del prodotto, l’assistenza sul campo e assistenza clienti
3. Servizi avanzati che offrono al cliente “risultati” anziché prodotti e che, di fatto, trasformano l’offerta di prodotti in un’offerta di servizi (es. Pay Per Use, Availability Contract and Integrated Solution)

Più alto è il livello, maggiore è il coinvolgimento con il cliente.
Man mano che i produttori scalano questa gerarchia si assumono maggiori responsabilità e rischi. Dopotutto, c'è molto di più in gioco quando il cliente paga un canone mensile per un servizio rispetto a quando acquista un macchinario o altri beni di investimento, il cui acquisto può essere una tantum.

## Valore per il cliente
La servitizzazione è prima di tutto una strategia capace di trasformare le dinamiche competitive del business.
Una strategia dove il cliente passa dal voler possedere un determinato bene, all’esserne utilizzatore nel modo e nel momento in cui ha bisogno e il servizio diventa fattore di successo strategico capace di portare un reale vantaggio competitivo all’impresa.
Via via che le strutture organizzative e i modelli di business evolvono, la vera sfida per il produttore è quella di entrare in empatia con il cliente, ovvero “mettersi nei suoi panni”, in modo da comprendere quali sono le sue reali esigenze e studiare un’offerta di valore più aderente alle sue aspettative.
Questo crea una relazione di interdipendenza tra il produttore e il suo cliente reciprocamente vantaggiosa che continua ad aggiungere valore per entrambe le parti durante l’intero ciclo di vita del prodotto-servizio.
In un articolo apparso sul Sunday Times di Londra , Timothy Baines fornisce alcuni esempi specifici di imprese che hanno creato nuovo valore per i loro clienti - e persino per interi paesi e continenti - attraverso le loro strategie di servitizzazione.
Uno tra i casi più noti riguarda il piano di assistenza TotalCare di Rolls-Royce. L’azienda, non vendendo semplicemente il motore di un aereo, ma le ore in cui lo stesso rimane acceso e funzionante, non solo ha aumentato l’intimità con i propri clienti e quindi i ricavi derivanti dal servizio offerto, ma ha anche potuto identificare nuove opportunità di business. Servizi come TotalCare, scrive Baines, hanno infatti supportato la creazione di nuove compagnie aeree low cost.

## Vantaggi e svantaggi
Quando un’impresa manifatturiera decide di adottare il modello della servitizzazione deve affrontare sfide specifiche, principalmente perché la “cultura del servizio” è diversa dalla mera cultura del prodotto.
Il passaggio dal prodotto al servizio richiede tempo, impegno e il consenso di tutte le parti interessate all’interno dell’organizzazione e lungo la value chain. Il produttore, inoltre, offrendo servizi, non solo si fa carico dei rischi operativi legati alla proprietà del bene, ma può essere esposto a rischi finanziari in quanto il meccanismo di generazione dei ricavi cambia, passando di fatto dal momento della vendita del bene a quello del suo utilizzo o del raggiungimento di determinate performance.
Tuttavia, la servitizzazione porta numerosi benefici sia al produttore che al cliente.
Un vantaggio chiave per il produttore è la capacità di sviluppare relazioni sostenibili e a lungo termine con i propri clienti che si traducono in una maggiore redditività, entrate stabili e nella creazione di un vantaggio competitivo maggiormente difendibile.
Il cliente, invece, può utilizzare uno strumento, un macchinario, un impianto alla sua massima efficienza nel momento in cui ne ha bisogno, senza sostenere tutti i costi e gli obblighi legati alla proprietà assoluta del bene.
Inoltre, la servitizzazione può portare ad organizzazioni “più intelligenti” attraverso l’utilizzo di tecnologie abilitanti, come IoT, Cloud, Big Data, Intelligenza Artificiale e “più sostenibili” dato che il fornitore, a cui rimane in capo la proprietà del bene, ha tutto l’interesse a prolungare la durata del prodotto e renderlo facilmente riutilizzabile e/o riciclabile anche dopo essere stato utilizzato.